# 马尾山站
马尾山站是位于吉林省蛟河市马尾山村的一个铁路车站，邮政编码132501。车站建于1927年，有长图铁路经过该站，现仅办理货运业务，不办理客运业务，车站及其上下行区间均未电气化。车站距离长春站162公里，隶属沈阳铁路局，是四等站已于2010年拆除。